# Il est elle
Il est elle (bra: El(a)) é um telefilme belga-francês de 2020 dirigido por Clément Michel. É uma adaptação do romance gráfico Barricades de Jaypee e Charlotte Bousquet.

## Sinopse
Juju é uma criança transgênero que passa pelo seu processo de descoberta durante a puberdade. Enquanto passa pela transição, ela luta para ser aceita por seus pais e amigos.

## Elenco
- Andrea Furet... Juju/Emma
- Odile Vuillemin... Sabine, mãe de Juju/Emma
- Jonathan Zaccaï... Cédric, o pai de Juju/Emma
- Capucine Malarre... Manon, a irmã
- Maxence Danet-Fauvel... Hugo
- Roman Freud... namorado de Manon
- Laurence Porteil... o professor de matemática
- Philippe Richardin... o diretor
- Laura Badler... Lucie

## Recepção
Para L'Est Republicain, “em Il est elle, a mudança de gênero é abordada de forma didática e sem julgamentos. Alguns internautas, no entanto, apontaram para o título, talvez um pouco desajeitado, do filme". O Allociné elogiou a atuação do elenco, “a própria atriz transgênero, Andréa Furet, a verdadeira revelação do filme, consegue transmitir uma torrente de emoções com muita graça e contenção […] Seus pais, encarnados pelos sempre impecáveis Jonathan Zaccaï e Odile Vuillemin, revelam-se profundamente humanos em suas falhas e sua fragilidade diante dessa reviravolta. O site conclui: “Bastante clássico em sua forma, mas essencial em seu assuntos”. A revista LGBT Têtu lista os pontos positivos e negativos do tratamento da transidentidade.

### Audiência
O telefilme foi assistido por pouco mais de três milhões de pessoas, com uma audiência de 15,6%.

### Prêmios e indicações
| Ano  | Prêmio                  | Categoria                   | Resultado |
| ---- | ----------------------- | --------------------------- | --------- |
| 2022 | Emmy Internacional 2022 | Melhor Telefilme/Minissérie | Indicado  |